# Zsófia Balla
 (décembre 2017).
Si vous disposez d'ouvrages ou d'articles de référence ou si vous connaissez des sites web de qualité traitant du thème abordé ici, merci de compléter l'article en donnant les références utiles à sa vérifiabilité et en les liant à la section « Notes et références ».
Dans le nom hongrois Balla Zsófia, le nom de famille précède le prénom, mais cet article utilise l’ordre habituel en français Zsófia Balla, où le prénom précède le nom.
Zsófia Balla ([ˈʒoːfiɒ], [ˈbɒllɒ]), née le 15 janvier 1949 à Cluj-Napoca, est une écrivaine roumaine d'expression hongroise. Elle est la fille de l'écrivain Károly Balla.